# Torso de Fruela I

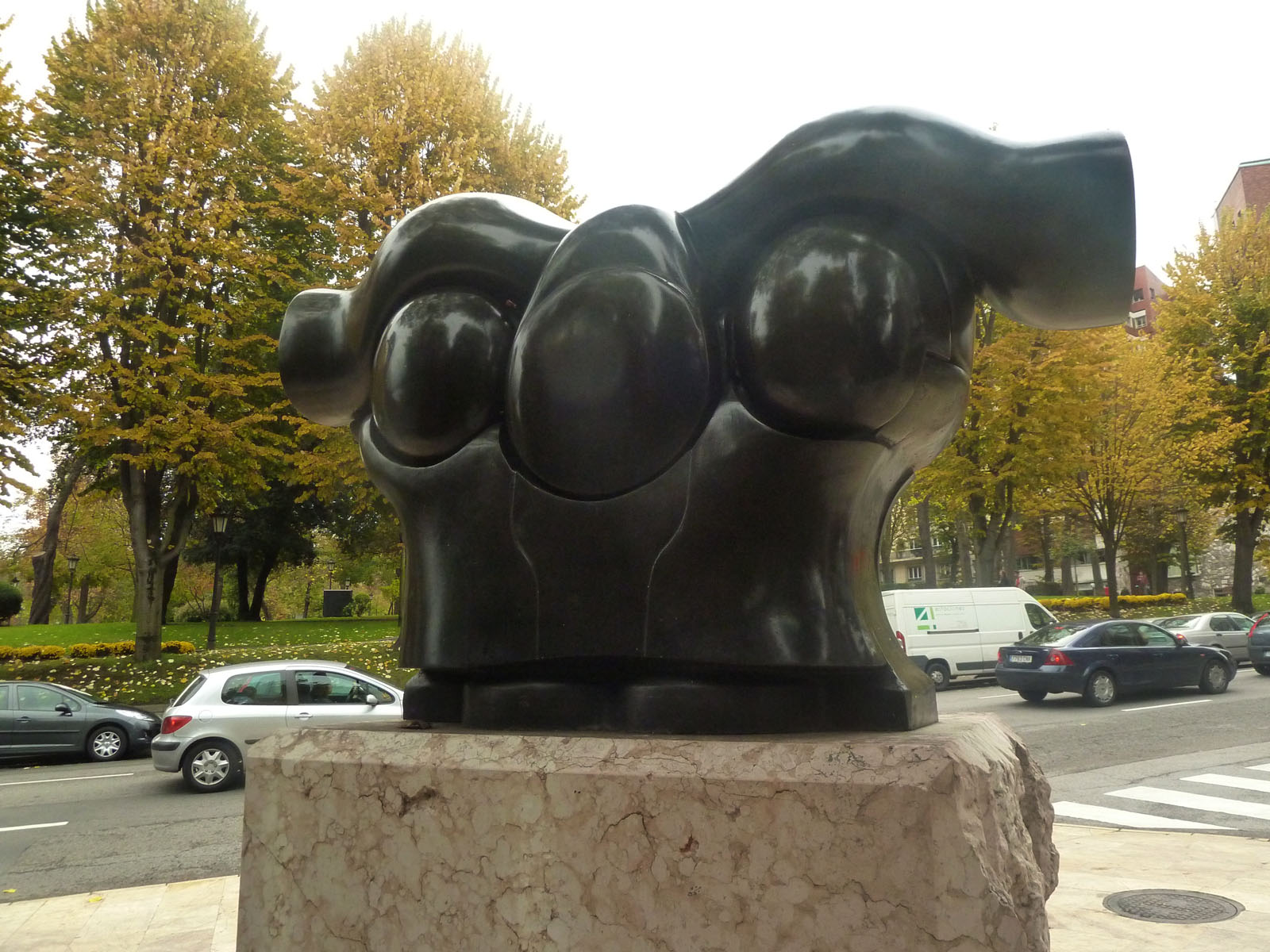
Torso de Fruela I.

La escultura urbana conocida como el Torso de Fruela I, ubicada en la confluencia de las calles Conde de Toreno y General Yagüe, en la ciudad de Oviedo, Principado de Asturias, España, es una de las más de un centenar que adornan las calles de la mencionada ciudad española.
El paisaje urbano de esta ciudad se ve adornado por obras escultóricas, generalmente monumentos conmemorativos dedicados a personajes de especial relevancia en un primer momento, y más puramente artísticas desde finales del siglo XX.
La escultura, hecha en bronce, es obra de Miguel Berrocal, y está datada en 1998. La obra es un homenaje al rey Fruela I (757-768), hijo de Ermesinda y de Alfonso I, a quien sucedió en el trono asturiano. Está instalada sobre un alto pedestal y es representativa de la llamada “escultura desmontable”, ya que está compuesta por diversas piezas que encajan y ensamblan a la perfección.